# L'Angoisse au foyer
L'Angoisse au foyer és una pel·lícula muda francesa escrita i dirigida per Louis Feuillade i estrenada el 25 de juny de 1915.

## Repartiment
- Marcel Lévesque
- Claude Mérelle
- Yvette Andréyor
- Renée Carl
- Luitz-Morat
- Paul Manson
- Édouard Mathé